# Совместная христологическая декларация (1994)
Совместная христологическая декларация между Ассирийской церковью Востока и Римско-католической церковью (англ. Common Christological Declaration Between the Catholic Church and the Assyrian Church of the East) — документ, подписанный в Риме 11 ноября 1994 года папой римским Иоанном Павлом II и католикосом-патриархом Востока Мар Дынхой IV и выражающий общий подход двух Церквей к трактовке христологии и мариологии. Подписание данной декларации способствовало началу официального богословского диалога между Римско-католической церковью и Ассирийской церковью Востока.

## История подписания
В 1984 году папа римский Иоанн Павел II и католикос-патриарх Ассирийской церкви Мар Дынха IV встретились впервые. Неофициальные богословские католическо-ассирийские контакты с 1984 по 1994 годы в рамках работы экуменической организации «Pro Oriente» привели к сближению Ассирийской церкви в целом с католиками и в частности с Халдейской католической церковью. 11 ноября 1994 года в соборе Святого Петра в Риме Иоанн Павел II и Мар Дынха IV подписали совместную христологическую декларацию, составленную на сирийском языке. В данном документе утверждается «единое исповедание веры во Христа, в Котором «Божество и Человечество соединены в одном Лице», и в Деву Марию, «Мать Христа Бога нашего и Спасителя». Для дальнейшего движения к полному общению главы двух церквей приняли решение о создании Смешанной международной комиссии по богословскому диалогу.

## Текст декларации
«Как преемники и хранители веры, воспринятой от апостолов и сформулированной нашими общими отцами в Никейском символе веры, мы исповедуем Единого Господа Иисуса Христа, Единородного, Сына Божия, вечно рождённого от Отца, по исполнении времён сшедшего с небес и ставшего Человеком нашего ради спасения. Слово Божие, Вторая кнома Пресвятой Троицы, воплотилось силой Святого Духа, восприняв от Пресвятой Девы Марии тело, оживотворённое душой, с которым Оно нераздельно соединилось с момента зачатия.

Посему Господь наш Иисус Христос есть истинный Бог и истинный Человек, совершенный в Своём Божестве и совершенный в Своём Человечестве, единосущный Отцу и единосущный нам во всём, кроме греха. Его Божество и Его Человечество соединены в Одном Лице, неслиянно и неизменно, нераздельно и неразлучно. В Нём различия природ Божества и Человечества сохраняются со всеми их свойствами, качествами и действиями. Божество и Человечество отнюдь не составляют «одного и другого», но соединены в Лице Единородного Сына Божия и Господа Иисуса Христа, единственного объекта поклонения. Посему Христос не есть «обычный человек», избранный Богом для пребывания в нём и вдохновления его, как праведников и пророков. Но Сам Бог Слово, рождённый от Своего Отца прежде всех веков (миров), безначальный по Своему Божеству, в последние времена родился от Матери без отца по Своему Человечеству. Человечество, рождённое Пресвятой Девой Марией, всегда было [Человечеством] Самого Сына Божия. Поэтому Ассирийская церковь Востока молится Деве Марии как «Матери Христа Бога и Спасителя нашего». И исходя из той же веры, католическая традиция обращается к Деве Марии как «Матери Бога» и «Матери Христа». Мы оба признаём правомерность и верность этих выражений одной и той же веры и мы оба уважаем предпочтение каждой Церкви в её литургической жизни и благочестии. Сия есть единая вера в Тайну Христову, исповедуемая нами. Столкновения прошлого привели к анафемам (некоторым) лицам и формулам. Дух Божий позволяет нам сегодня лучше понять, что те разделения произошли во многом благодаря недоразумениям. Каковыми бы ни были наши христологические расхождения, мы сегодня ощущаем себя объединёнными в одной и той же вере в Сына Божия, ставшего Человеком чтобы мы стали чадами Божиими по благодати. Отныне мы желаем вместе свидетельствовать об этой вере в Того, Кто есть Путь, Истина и Жизнь, провозглашая её соответствующим образом нашим современникам чтобы мир уверовал в Евангелие спасения».

## Оценки декларации
В экуменических кругах данная декларация расценивается как пример взаимопонимания и воли к единству двух Церквей не находящихся в евхаристическом общении. 